# Male (woreda)
Pour les articles homonymes, voir Male.
Male est un woreda du sud de l'Éthiopie situé dans la zone Debub Omo. Partie nord-est de l'ancien woreda Bako Gazer, ce district tient son nom du peuple Male. Il compte 84 693 habitants en 2007 et se rattache à la région des nations, nationalités et peuples du Sud jusqu'au transfert de la zone dans la région Éthiopie du Sud en août 2023.

## Situation
Situé à l'extrémité nord-est de la zone Debub Omo, le district est limitrophe des zones Ari, Gofa, Gamo et Alle.
Il est bordé au sud-est par la rivière Weito qui le sépare de la zone Alle.
Son centre administratif, Liemo Giento, est à une quarantaine de kilomètres de Jinka,.
|           | Uba Debre Tsehay |              |
| Debub Ari | Male             | Kemba        |
|           | Bena Tsemay      | Dirashe Alle |

## Population
Le recensement national de 2007 fait état de 84 693 habitants dans le district dont 1 % de citadins qui sont les 914 habitants du centre administratif.
La majorité des habitants (69 %) sont de religions traditionnelles africaines, 19 % sont protestants et 4 % sont orthodoxes.
En 2022, la population du district est estimée à 111 439 personnes avec une densité de population de 78 personnes par km2 et 1 432 km2 de superficie.